# Дни улиц
«Дни Улиц (Прогульщики)» (груз. ქუჩის დღეები) — художественный фильм 2010 года, режиссёра Левана Когуашвили.
Фильм «Дни Улиц» был представлен в конкурсной программе 39-го Международного Кинофестиваля в Роттердаме.
На 10-м кинофестивале восточноевропейского кино в Висбадене фильм Дни Улиц получил Главный приз «Золотая Лилия» за Лучший фильм.

## В главных ролях
- Котетишвили, Гуга
- Зураб Бегалишвили

## В фильме снимались
- Колелишвили, Заза
- Чхеидзе, Эка
- Кипшидзе, Георгий
- Кобиашвили, Русико
- Рамишвили, Ираклий

## Съёмочная группа
- Режиссёр-постановщик: Левана Когуашвили.
- Автор сценария: Левана Когуашвили.
- Оператор-постановщик: Ахвледиани, Арчил
- Художник-постановщик:Джапаридзе, Котэ
- Художник по костюмам: Тинатин Квиникадзея
- Художник-гример: Закарая, Саломе.
- Звукорежиссёр: Чех, Якуб.
- Монтаж: Нодар Нозадзе.
- Композиторы: Насидзе, Сулхан.
- Исполнительные продюсеры: Качарава, Владимир
 Мачавариани, Кетеван
- Продюсеры:
  - Арчил Геловани
  - Коринтели, Леван
  - Базгадзе, Гия

## Награды
- На 10-м кинофестивале восточноевропейского кино в Висбадене фильм Дни Улиц получил Главный приз «Золотая Лилия» за Лучший фильм.

## Технические данные
- Производство:
  - Независимый Кинопроект
  - студия «SoundSquare» Чехия
  - студия «UPP» Чехия
  - на производственно-технической базе киноконцерна «Independent Film Service» Грузия
  - на производственно-технической базе киноконцерна «Filmové Studio Barrandov» Чехия
- Художественный фильм, цветной, Dolby Digital, 86 мин.
- Первый показ в кинотеатре: март 2010 года